# Xylophagus gracilis
Xylophagus gracilis är en tvåvingeart som beskrevs av Samuel Wendell Williston  1885. Xylophagus gracilis ingår i släktet Xylophagus och familjen vedflugor. Inga underarter finns listade i Catalogue of Life.